# Santa Rosa do Purus
Santa Rosa do Purus este un oraș în unitatea federativă Acre (AC) din Brazilia.
La recensământul din 2007, Santa Rosa do Porus a avut o populație de 3,948 de locuitori. Suprafața localității Santa Rosa do Porus este de 5,981 km². 